# Indotritia brevisetosa
Indotritia brevisetosa är en kvalsterart som beskrevs av Wojciech Niedbała 2000. Indotritia brevisetosa ingår i släktet Indotritia och familjen Oribotritiidae. Inga underarter finns listade i Catalogue of Life.